# Bursera graveolens
Il palo santo (Bursera graveolens  (Kunth) Triana & Planch., 1872) è un albero tropicale della famiglia delle Burseraceae.
Il nome significa "legno santo". Cresce spontaneamente in America centro-meridionale e risulta coltivato in alcuni paesi, come Ecuador e Perù.
La prima descrizione risale al 1824 in seguito ad una spedizione tedesca nelle Americhe di Karl Wilhelm von Humboldt. Palo santo è un nome dato localmente ad altre piante, di altre specie, mentre il legno di Bursera graveolens è conosciuto anche con altri nomi.

## Il legno di Palo Santo
Dal legno di Bursera graveolens si ottengono oggetti artigianali, bastoncini da bruciare (incenso). Distillando in corrente di vapore il legno di Bursera graveolens si ottiene inoltre un olio essenziale, caratterizzato da un aroma intenso e peculiare. 

## Etnobotanica
L'uso del Palo Santo in Ecuador è tradizionalmente molto ampio. Nella visione tradizionale si usa contro la "mala energia" e la "planga blanca" ("Palo Santo para limpiar tu casa da la mala energia, Palo Santo para la buena suerte"), che possono essere riferite anche a malattie vere e proprie.
I prodotti che attualmente vengono commercializzati anche in Europa sono:
- Sahumerio: per tenere lontani gli insetti, mediante fumigazione.
Utilizzato anche per tenere lontano il vampiro comune (Desmodus rotundus), un pipistrello che si alimenta di sangue e causa gravi danni al bestiame;
- Agüita: una tisana usata per problemi delle vie respiratorie, delle vie urinarie, nei disturbi intestinali e per migliorare lo stato psicologico;
- Paletto di palo santo: incenso naturale che viene bruciato per purificare gli ambienti e per immergersi nella meditazione; particolarmente adatto per estinguere maleodori provenienti da toilette e cucina;
- Lynpha de palo santo: olio ed essenza proveniente dalla corteccia e della resina per curare le malattie della pelle.
- Olio essenziale di Palo Santo: distillato in corrente di vapore.
- Incenso in coni di Palo Santo: essenza e profumo dell'anima.
- Trucioli di Palo Santo: ideali per le fumigazioni

## Studi
Pochi sono i dati disponibili. In Giappone, Yukawa e colleghi, nel 2004 ne hanno studiato la composizione, mentre, nel 2006 sempre uno studio condotto dallo stesso autore compara diversi metodi di estrazione, a riprova dell'interesse delle imprese nipponiche agli estratti naturali.